# Hammer of the North
Hammer of the North – piąty album studyjny szwedzkiego zespołu muzycznego Grand Magus. Wydawnictwo ukazało się 23 czerwca 2010 roku nakładem wytwórni muzycznej Roadrunner Records. Nagrania zostały zarejestrowane w Studio 301 i Studio Wahnsinn. Płyta został wyprodukowana przez Nico Elgstranda, muzyka znanego m.in. z występów w zespole Entombed.

## Lista utworów
Opracowano na podstawie materiału źródłowego.
| Nr  | Tytuł utworu                   | Długość |
| --- | ------------------------------ | ------- |
| 1.  | „I, the Jury”                  | 04:14   |
| 2.  | „Hammer of the North”          | 05:13   |
| 3.  | „Black Sails”                  | 05:07   |
| 4.  | „Mountains Be My Throne”       | 03:45   |
| 5.  | „Northern Star”                | 04:19   |
| 6.  | „The Lord of Lies”             | 06:13   |
| 7.  | „At Midnight They'll Get Wise” | 03:44   |
| 8.  | „Bond of Blood”                | 04:43   |
| 9.  | „Savage Tales”                 | 04:42   |
| 10. | „Ravens Guide Our Way”         | 05:52   |
|     |                                | 47:52   |

## Twórcy
Opracowano na podstawie materiału źródłowego.
| Zespół Grand Magus w składzie - Mats "Fox Skinner" Heden – gitara basowa, wokal wspierający - Janne "JB" Christoffersson – gitara, wokal prowadzący - Sebastian "Seb" Sippola – perkusja |  | Inni - George Marino – mastering - Jens Bogren – miksowanie - Nico Elgstrand – produkcja muzyczna, realizacja nagrań - Ian Agate – realizacja nagrań - Linda Åkerberg – zdjęcia - Kristian "Necrolord" Wåhlin – oprawa graficzna |

## Listy sprzedaży
| Lista                | Kraj    | Pozycja |
| -------------------- | ------- | ------- |
| Ö3 Austria Top 40    | Austria | 73      |
| Media Control Charts | Niemcy  | 42      |
| IFPI Greece          | Grecja  | 24      |